# Koe no Katachi
Koe no Katachi (聲の形, lit. "A Forma da Voz"; conhecido no Brasil como A Voz do Silêncio) é uma série de mangá escrita e ilustrada por Yoshitoki Ōima. A série foi originalmente lançada como one-shot em fevereiro de 2011 na revista Bessatsu Shōnen Magazine e mais tarde começou a ser serializada pela revista Weekly Shōnen Magazine em agosto de 2013. O mangá foi concluído em 19 de novembro de 2014. Foi compilado em sete volumes pela editora Kodansha no Japão, lançado digitalmente pela Crunchyroll Manga e licenciado pela Kodansha Comics USA nos países anglófonos. No Brasil, o mangá é licenciado e publicado pela editora NewPOP.

## Enredo
A história gira em torno de Shōko Nishimiya, uma estudante do primário que sofre de surdez. Ela é transferida para uma nova escola, mas acaba sendo intimidada por seus colegas. Shouya Ishida, um dos valentões responsáveis acaba forçando-a para mudar de escola. Como resultado dos atos contra Shōko, as autoridades escolares tomam medidas sobre o assunto, Shouya é condenado ao ostracismo como punição, sem amigos para falar e não ter planos para o futuro. Anos depois, Ishida tenta reparar seus erros, para redimir-se com Nishimiya.

## Personagens
Shōya Ishida (石田 将也, Ishida Shōya)
Shōko Nishimiya (西宮 硝子, Nishimiya Shōko)
Naoka Ueno (植野 直花, Ueno Naoka)
Miki Kawai (川井 みき, Kawai Miki)
Miyoko Sahara (佐原 みよこ, Sahara Miyoko)
Yuzuru Nishimiya (西宮 結絃, Nishimiya Yuzuru)
Tomohiro Nagatsuka (永束 友宏, Nagatsuka Tomohiro)
Satoshi Mashiba (真柴 智, Mashiba Satoshi)
Shōko e a mãe de Yuzuru (硝子と結絃の母, Shōko to Yuzuru no Haha)
Ito Nishimiya (西宮 いと, Nishimiya Ito)
Mãe de Shouya (将也の母, Shōya no Haha)
Kazuki Shimada (島田 一旗, Shimada Kazuki)
Keisuke Hirose (広瀬 啓祐, Hirose Keisuke)
Takeuchi (竹内)
Kita (喜多)
Maria Ishida (石田 マリア, Ishida Maria)
Irmã de Shōya (将也の姉, Shōya no Ane)

## Média

### Mangá
A série foi escrita e ilustrada por Yoshitoki Ōima, Koe no Katachi originalmente foi publicado como one-shot em fevereiro de 2011, na revista Bessatsu Shōnen Magazine. Mais tarde, o mangá começou a ser serializado na 36-37ª edição da revista Weekly Shōnen Magazine, lançada em 7 de agosto de 2013, e concluído na 51ª edição da revista, em 19 de novembro de 2014. A série foi compilada em sete volumes publicados pela editora Kodansha no Japão entre 15 de novembro de 2013, e 17 de dezembro de 2014. A Kodansha Comics USA licenciou a série na América do Norte. A Crunchyroll Manga lançou a série em inglês, digitalmente. No Brasil, o mangá é licenciado e publicado pela editora NewPOP desde abril de 2017 sob o título "Voz do Silêncio".[carece de fontes?]

#### Volumes
| N.º | Data de lançamento     | ISBN              |
| --- | ---------------------- | ----------------- |
| 1   | 15 de novembro de 2013 | 978-4-06-394973-5 |
| 2   | 17 de janeiro de 2014  | 978-4-06-395004-5 |
| 3   | 17 de março de 2014    | 978-4-06-395036-6 |
| 4   | 17 de junho de 2014    | 978-4-06-395111-0 |
| 5   | 16 de agosto de 2014   | 978-4-06-395165-3 |
| 6   | 17 de outubro de 2014  | 978-4-06-395221-6 |
| 7   | 17 de dezembro de 2014 | 978-4-06-395268-1 |

### Filme
O último capítulo do mangá, publicado na 51ª edição da revista Weekly Shōnen Magazine em 2014, anunciou que a série estava sendo planeada para uma versão animada. No entanto, o sétimo volume do mangá revelou que o projeto será uma versão cinematográfica.